# Сэм (собака)
Сэм (англ. Sam; 7 ноября 1990 — 18 ноября 2005) — собака породы китайская хохлатая, безволосая, беззубая и слепая, трёхкратный чемпион ежегодного конкурса «Самая уродливая собака в мире» в Сонома-Марин Фейр, Северная Калифорния в 2003—2005 годах. Благодаря исключительному уродству собака знаменита во всём мире, его смерть была главным заголовком на главных новостных сайтах.
Жительница Санта-Барбары Сьюзи Локхид взяла его в 1999 году у отказавшегося от собаки первого владельца.

## Медиа
В 2005 году Сэм снялся на специальном хэллоуинском выпуске шоу «Магия Крисса Энджела», который транслировался по каналу A&E. Сэм, одетый в хэллоуинский костюм, сыграл роль кота Ангела. Сэма обсуждали на японском телевидении, по новозеландскому радио  и в газете The Daily Telegraph в Англии. Он даже  встретился с Дональдом Трампом. Из-за проблем с сердцем Сэм был усыплён 18 ноября 2005 года сразу после своего 15-летия.